# Glauchau
Glauchau (in sorabo Hłuchow) è una città di 21 951 abitanti del libero stato della Sassonia, Germania, nel circondario di Zwickau.
Glauchau si fregia del titolo di "Grande città circondariale" (Große Kreisstadt).